# Superligaen
Superligaen är den högsta fotbollsserien på herrsidan i Danmark. Serien består av 12 lag.

## Historia
Serien grundades 1991 och ersatte 1. division som den högsta divisionen i Danmark. De första åren bestod serien av 10 lag men utökades till 12 lag säsongen 1995/1996 och till 14 lag säsongen 2016/2017. Säsongen 1995/1996 blev Coca-Cola sponsor och serien hette Coca-Cola Ligaen. Året efter tog Faxe Bryggeri över som sponsor och serien kallades då Faxe Kondi Ligaen under fem år. Från säsongen 2001/2002 till säsongen 2009/2010 var SAS huvudsponsor och serien hette officiellt SAS Ligaen. Numera heter ligan officiellt Alka Superligaen.
Längre bakåt från omkring 1977 till 1990 spelades en vår-höst liga, kallad 1. division. 1977 var året då man införde vad som på danska kallades "betalt fodbold" och med detta upphävdes amatörismen.
Annars har Danmark en av världens äldsta ligor i den så kallade A-Rækken , som från 1889/90 var en ren Köpenhamnsliga. Säkerligen uppstod lokala ligor även på andra håll i Danmark med tiden, men det svårt att hitta källor för detta. Köpenhamnsklubbarna har historiskt sett dominerat ligan och har per 2017 vunnit 73 av totalt 102 titlar sedan det att Danmarksmästerskapet infördes 1912/13. Det dröjde till exempel till 1954 innan ett lag från provinsen (Køge BK) vann mästerskapet. 

## Format
Man spelar höst/vår och i december tar man vinteruppehåll och ligan återupptas sedan i februari. 
Sedan säsongen 2020/2021 består serien av 12 lag och alla möter varandra två gånger i grundserien som pågår under juli-december samt februari-mars. Alla lag möter varandra hemma och borta. De bästa 6 lagen i grundserien gör sedan upp om danska mästerskapstiteln i en mästerskapsserie under april-maj (10 omgångar) medan övriga 6 lag får kämpa om att undvika nedflyttning till 1. division i en nedflyttningsserie som består av en grupp med 6 lag. 
Vinnaren av serien får spela i Champions League kommande säsong, och startar i den andra kvalomgången. Tvåan och trean får spela i Europa League tillsammans med vinnaren av danska cupen.

## Lagen i Superligaen säsongen 2019/2020
- AC Horsens
- AGF
- Brøndby IF
- Esbjerg fB
- FC Köpenhamn
- FC Midtjylland
- FC Nordsjælland
- Hobro IK
- Lyngby BK
- Odense BK
- Randers FC
- Silkeborg IF
- SønderjyskE
- AaB

## Vinnare i Superligaen 1991–2024
| Superligaen 1991–2020 | Superligaen 1991–2020 | Superligaen 1991–2020 | Superligaen 1991–2020 | Superligaen 1991–2020 | Superligaen 1991–2020 |
| Säsong                | Seriens namn          | Lag                   | Mästare               | Tvåa                  | Trea                  |
| --------------------- | --------------------- | --------------------- | --------------------- | --------------------- | --------------------- |
| 1991                  | Superligaen           | 10                    | Brøndby IF            | Lyngby BK             | AGF                   |
| 1991/92               | Superligaen           | 10                    | Lyngby BK             | B 1903                | BK Frem               |
| 1992/93               | Superligaen           | 10                    | FC Köpenhamn          | Odense BK             | Brøndby IF            |
| 1993/94               | Superligaen           | 10                    | Silkeborg IF          | FC Köpenhamn          | Brøndby IF            |
| 1994/95               | Superligaen           | 10                    | AaB                   | Brøndby IF            | Silkeborg IF          |
| 1995/96               | Coca-Cola Ligaen      | 12                    | Brøndby IF            | AGF                   | Odense BK             |
| 1996/97               | Faxe Kondi Ligaen     | 12                    | Brøndby IF            | AGF                   | Odense BK             |
| 1997/98               | Faxe Kondi Ligaen     | 12                    | Brøndby IF            | Vejle BK              | AGF                   |
| 1998/99               | Faxe Kondi Ligaen     | 12                    | AaB                   | Brøndby IF            | AB                    |
| 1999/00               | Faxe Kondi Ligaen     | 12                    | Herfølge BK           | Brøndby IF            | AB                    |
| 2000/01               | Faxe Kondi Ligaen     | 12                    | FC Köpenhamn          | Brøndby IF            | Silkeborg IF          |
| 2001/02               | SAS Ligaen            | 12                    | Brøndby IF            | FC Köpenhamn          | FC Midtjylland        |
| 2002/03               | SAS Ligaen            | 12                    | FC Köpenhamn          | Brøndby IF            | Farum BK              |
| 2003/04               | SAS Ligaen            | 12                    | FC Köpenhamn          | Brøndby IF            | Esbjerg               |
| 2004/05               | SAS Ligaen            | 12                    | Brøndby IF            | FC Köpenhamn          | FC Midtjylland        |
| 2005/06               | SAS Ligaen            | 12                    | FC Köpenhamn          | Brøndby IF            | Odense BK             |
| 2006/07               | SAS Ligaen            | 12                    | FC Köpenhamn          | FC Midtjylland        | AaB                   |
| 2007/08               | SAS Ligaen            | 12                    | AaB                   | FC Midtjylland        | FC Köpenhamn          |
| 2008/09               | SAS Ligaen            | 12                    | FC Köpenhamn          | Odense BK             | Brøndby IF            |
| 2009/10               | SAS Ligaen            | 12                    | FC Köpenhamn          | Odense BK             | Brøndby IF            |
| 2010/11               | Superligaen           | 12                    | FC Köpenhamn          | Odense BK             | Brøndby IF            |
| 2011/12               | Superligaen           | 12                    | FC Nordsjælland       | FC Köpenhamn          | FC Midtjylland        |
| 2012/13               | Superligaen           | 12                    | FC Köpenhamn          | FC Nordsjælland       | Randers FC            |
| 2013/14               | Superligaen           | 12                    | AaB                   | FC Köpenhamn          | FC Midtjylland        |
| 2014/15               | Alka Superligaen      | 12                    | FC Midtjylland        | FC Köpenhamn          | Brøndby IF            |
| 2015/16               | Alka Superligaen      | 12                    | FC Köpenhamn          | SønderjyskE           | FC Midtjylland        |
| 2016/17               | Alka Superligaen      | 14                    | FC Köpenhamn          | Brøndby IF            | Lyngby BK             |
| 2017/18               | Alka Superligaen      | 14                    | FC Midtjylland        | Brøndby IF            | FC Nordsjælland       |
| 2018/19               | Alka Superligaen      | 14                    | FC Köpenhamn          | FC Midtjylland        | Esbjerg fB            |
| 2019/20               | 3F Superliga          | 14                    | FC Midtjylland        | FC Köpenhamn          | AGF                   |
| 2020/21               | 3F Superliga          | 12                    | Brøndby IF            | FC Midtjylland        | FC Köpenhamn          |
| 2022/23               | 3F Superliga          | 12                    | FC Köpenhamn          | FC Nordsjælland       | AGF                   |
| 2023/24               | 3F Superliga          | 12                    | FC Midtjylland        | Brøndby IF            | FC Köpenhamn          |
| 2024/25               | 3F Superliga          | 12                    |                       |                       |                       |

### Fotnoter
1. ↑  http://www.rsssf.com/tablesd/denprehist.html